# آلندرونیت
آلندرونیت (به انگلیسی: Alenderonate)
رده درمانی: مهارکننده استئوپورز .بیس فسفوناتها
اشکال دارویی: قرص ۷۰mg
مکانیسم اثر: مهار فعالیت استئوکلاستها

## موارد مصرف
پیشگیری از استئوپورز، بیماری پاژه، درمان استئوپروز بعد از یائسگی، پیشگیری و درمان استئوپروز ناشی از مصرف کورتیکواستروئیدها

## عوارض جانبی
عوارض گوارشی (تهوع، استفراغ و ازوفاژیت)، دردشکمی، درد اسکلتی - عضلانی، سرگیجه، سردرد، تب و علائم شبه‌آنفلوانزا، تغییر در الکترولیتهای سرم و اولسر پپتیک

## نکات قابل توصیه
- قرصهای آلندرونیت باید به صورت کامل با معده خالی و حداقل نیم ساعت قبل از صبحانه همراه با یک لیوان پر از آب میل شود.
- حداقل نیم ساعت پس از مصرف دارو بیمار باید از دراز کشیدن خودداری نماید.
- قبل از شروع درمان باید هیپوکلسیمی و کمبود ویتامین D در بیمار اصلاح شود.